# Campeonato de Francia de Rugby 15 1931-32
El Campeonato de Francia de Rugby 15 1931-32 fue la 36.ª edición del Campeonato francés de rugby, la principal competencia del rugby galo.
El campeón del torneo fue el equipo de Lyon Olympique quienes obtuvieron su primer campeonato.

## Desarrollo

### Segunda Fase
| Equipo     | Puntos   |
| ---------- | -------- |
| Toulon     | 6 puntos |
| CASG Paris | 4 puntos |
| US Cognac  | 2 puntos |

| Equipo      | Puntos   |
| ----------- | -------- |
| Narbonne    | 4 puntos |
| Périgueux   | 4 puntos |
| US La Teste | 4 puntos |

| Equipo          | Puntos   |
| --------------- | -------- |
| Stade Pézenas   | 5 puntos |
| Boucau Stade    | 4 puntos |
| Gujan - Mestras | 3 puntos |

| Equipo          | Puntos   |
| --------------- | -------- |
| Bordeaux Begles | 6 puntos |
| US Quillan      | 4 puntos |
| FC Lourdes      | 2 puntos |

| Equipo      | Puntos   |
| ----------- | -------- |
| SA Bordeaux | 6 puntos |
| Agen        | 4 puntos |
| Racing Club | 2 puntos |

| Equipo                | Puntos   |
| --------------------- | -------- |
| CA Villeneuve-sur-Lot | 6 puntos |
| CS Vienne             | 4 puntos |
| Auch                  | 2 puntos |

| Equipo          | Puntos   |
| --------------- | -------- |
| Montferrand     | 6 puntos |
| Bort les Orgues | 4 puntos |
| FC Saint-Claude | 2 puntos |

| Equipo  | Puntos   |
| ------- | -------- |
| Lyon OU | 6 puntos |
| Béziers | 4 puntos |
| Brive   | 2 puntos |

### Cuartos de final
| abril de 1932 | Lyon OU | 28 - 0 | SA Bordeaux |  |  |

| abril de 1932 | Stade Pézenas | 17 - 11 | Bordeaux Begles |  |  |

| abril de 1932 | Narbonne | 14 - 3 | RC Toulon |  |  |

| abril de 1932 | Montferrand | 8 - 3 | CA Villeneuve-sur-Lot |  |  |

### Semifinal
| abril de 1932 | Lyon OU | 6 - 0 | Stade Pézenas |  |  |

| abril de 1932 | Narbonne | 5 - 0 | Montferrand |  |  |

### Final
| 5 de mayo de 1932 | Lyon Olympique | 6 - 3   | RC Narbonne | Parc des sports, Bordeaux |  |
|                   |                | Reporte |             |                           |  |

| Bandera de Francia     |
| Campeón Lyon Olympique |
| Primer título          |